# Bälgsjön
Bälgsjön är en sjö i Nora kommun i Västmanland och ingår i Norrströms huvudavrinningsområde. Sjön är 49 meter djup, har en yta på 2,79 kvadratkilometer och är belägen 174,1 meter över havet. Sjön avvattnas av vattendraget Åsbobergsbäcken (Ringshyttebäcken). Vid provfiske har bland annat abborre, gärs, gädda och mört fångats i sjön.

## Delavrinningsområde
Bälgsjön ingår i det delavrinningsområde (660520-144850) som SMHI kallar för Utloppet av Bälgsjön. Medelhöjden är 201 meter över havet och ytan är 17,59 kvadratkilometer. Det finns inga avrinningsområden uppströms utan avrinningsområdet är högsta punkten. Åsbobergsbäcken (Ringshyttebäcken) som avvattnar avrinningsområdet har biflödesordning 5, vilket innebär att vattnet flödar genom totalt 5 vattendrag innan det når havet efter 235 kilometer. Avrinningsområdet består mestadels av skog (71 procent). Avrinningsområdet har 3,45 kvadratkilometer vattenytor vilket ger det en sjöprocent på 19,6 procent.

## Fisk
År 1993-95 utplanterades regnbåge i sjön och 1997 skedde åter utplantering av regnbåge och i avflödet Ringshyttebäcken finns öring. Dessa arter kan sporadiskt förekomma, men är ovanliga.
Vid provfiske har följande fisk fångats i sjön:
- Abborre
- Gärs
- Gädda
- Mört
- Siklöja